# Jukio Cuda
Jukio Cuda (japonsko 津田 幸男), japonski nogometaš, * 15. avgust 1917, Hjogo, Japonska, † 17. april 1979.
Za japonsko nogometno reprezentanco je odigral štiri uradne tekme.